# Mateusz Piechowski
Mateusz Piechowski (Płock, 1 de marzo de 1995) es un jugador de balonmano polaco que juega de pívot en el Ademar León de la Liga Asobal. Es internacional con la selección de balonmano de Polonia.

## Clubes
| Club              | País    | Año         |
| ----------------- | ------- | ----------- |
| Orlen Wisła Płock | Polonia | 2013 - 2019 |
| Ademar León       | España  | 2020 - Act. |